# Phyllolepida
Los filolépidos (Phyllolepida) son un clado extinto de peces placodermos del orden Arthrodira, que vivieron en el Devónico. Se caraterizaban por poseer ojos poco desarrollados junto placas ornamentadas con anillos concéntricos, su armadura era plana, compuesta por una única placa grande en la parte superior de la cabeza y el tronco estaba bordeada por una serie regular de placas más pequeñas, siendo que cada placa presentaba un patrón radial de finas crestas y tubérculos elevados. Algunos como Phyllolepis poseían aletas adaptadas para facilitar que el animal se enterrara en el fondo.
Antiguamente se consideraba un orden de los placodermos, sin embargo, estudios recientes confirmaron que era un clado dentro de los artrodiros. Todas las especies de este clado habitaban en aguas dulces, Sus fósiles se distribuyen en casi todos los continentes del mundo, siendo los primeros miembros de este clado endémicos del este de Gondwana, pero solo dos géneros han sido estudiados a fondo siendo: Phyllolepis y Austrophyllolepis.